# 今世缘
江苏今世缘酒业股份有限公司（上交所：603369），是中国酿酒商，总部位于江苏省淮安市涟水县高沟镇今世缘大道1号。今世缘酒业的前身是江苏高沟酒厂，可追溯至明清时代；现产品包括今世缘和国缘中高端系列，原高沟品牌则保留为低端产品系列。该公司也被中国商务部认定为中华老字号。

## 历史
2014年7月3日，公司在上海证券交易所挂牌上市。
2018年10月15日，今世缘发布公告，称今世缘与景芝酒业现有大股东安丘众人兴酒商贸合伙企业（有限合伙）就收购其持有的景芝酒业股份事宜签署《战略合作协议》，众人兴酒同意并协助今世缘收购景芝酒业34%—49%股份。